# دوروتی مورکیس
دوروتی مورکیس (انگلیسی: Dorothy Morkis؛ زادهٔ december ۲۹, ۱۹۴۲ (۸۲ سال)) ورزشکار اهل ایالات متحده آمریکا است.
وی در مسابقات کشوری و بین‌المللی در مجموع برندهٔ ۱ مدال طلا، ۲ مدال برنز شده‌است.